# Очковые сорокопуты
Очковые сорокопуты (лат. Prionops) — род воробьиных птиц из семейства ванговых (Vangidae). Обитают в Африке.

## История систематики
Род описал в 1816 году Луи Жан Пьер Вьейо, а в 1824 Уильям Свенсон его и несколько других родов выделил в семейство лесных или шлемоносных сорокопутов (Prionopidae). В 2006 году на основе молекулярно-филогенетического исследования Мойля из семейства исключили роды Philentoma и Tephrodornis, сделав его монотипическим. В 2018 году на основании ещё нескольких исследований (Reddy et al., 2012, Jonsson et al., 2012, 2016) ранг семейства понизили до подсемейства Prionopinae в составе семейства ванговых.

## Классификация
Международный союз орнитологов относит к роду 8 видов:
- Prionops alberti Schouteden, 1933 — Желтоголовый очковый сорокопут, или желтоголовый сорокопут
- Prionops caniceps (Bonaparte, 1850) — Рыжебрюхий очковый сорокопут
- Prionops gabela Rand, 1957 — Красноклювый очковый сорокопут
- Prionops plumatus (Shaw, 1809) — Длиннохохлый очковый сорокопут
- Prionops poliolophus G. A. Fischer & Reichenow, 1884 — Серохохлый очковый сорокопут
- Prionops retzii Wahlberg, 1856 — Трёхцветный очковый сорокопут
- Prionops rufiventris (Bonaparte, 1853)
- Prionops scopifrons (W. Peters, 1854) — Краснолобый очковый сорокопут